# Garrulaxe mantelé
Garrulax palliatus
Espèce
Statut de conservation UICN

 NT  : Quasi menacé
Le Garrulaxe mantelé (Garrulax palliatus) est une espèce de passereau de la famille des Leiothrichidae.

## Répartition
On le trouve à Brunei, en Indonésie et en Malaisie.

## Habitat
Il habite les forêts humides tropicales et subtropicales en plaine et les zones humides en altitude.

## Sous-espèces
D'après Alan P. Peterson, cette espèce est constituée des sous-espèces suivantes :
- Garrulax palliatus palliatus  (Bonaparte) 1850
- Garrulax palliatus schistochlamys  Sharpe 1888